# Страховски, Ивонн
Иво́нн Жакли́н Стшехо́вска (пол. Yvonne Jaqueline Strzechowska), профессионально известная как Ивонн Страхо́вски (англ. Yvonne Strahovski, английское произношение: [strəˈhɒvski], род. 30 июля 1982, Уэррингтон-Даунс, Сидней, Новый Южный Уэльс, Австралия) — австралийская актриса.
Известна ролью Сары Уокер в сериале «Чак» (2007—2012), а также Ханны Маккей в телесериале «Декстер» (2012—2013). В настоящий момент она исполняет роль Серены Джой Уотерфорд в сериале «Рассказ служанки» (2017 — н. в.), за которую актриса была дважды номинирована на премию «Эмми» (2018, 2021), четырежды на премию Гильдии киноактёров США (2018, 2019, 2020, 2022) и один раз на «Золотой глобус» (2019).
Кроме того, Страховски снималась в некоторых австралийских и американских фильмах, а также озвучила и анимировала одного из главных персонажей Mass Effect — Миранду Лоусон.

## Биография

### Ранние годы
Ивонн Страховски родилась в пригороде Сиднея в австралийском штате Новом Южном Уэльсе, куда её польские родители иммигрировали из Томашува-Мазовецкого. Польская фамилия Ивонн — Стшеховски — была преобразована в Страховски продюсером телесериала «Чак» Джошем Шварцем для более лёгкого произношения. Ивонн быстро привыкла к более фонетическому произношению своей фамилии, и вскоре имя Ивонн Страховски стало её сценическим именем в сериале «Чак». Отец Ивонн, Пётр Стшеховски, работает инженером-электронщиком, мать Божена — лаборанткой.
Страховски решила заняться актёрской деятельностью, когда сыграла Виолу в школьной постановке «Двенадцатая ночь» — знаменитой пьесе Уильяма Шекспира. Ивонн училась в Колледже Санты Сабины в Стратфилде. Она окончила Университет западного Сиднея — где также играла в театре Непин — в 2003 году, получив степень бакалавра искусств.

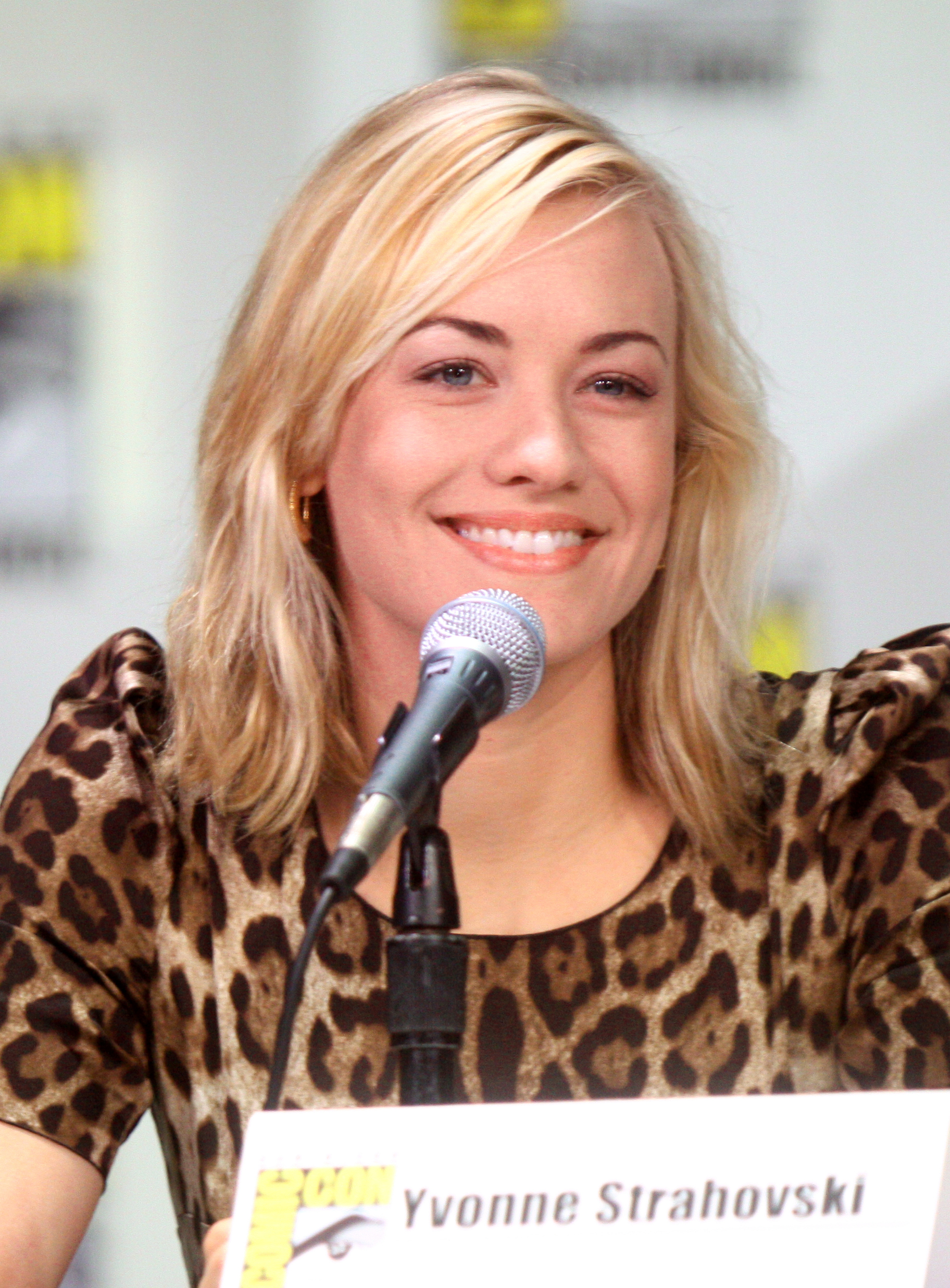
Страховски в 2011 году

### Карьера
Страховски начала свою карьеру в Австралии, снимаясь в различных фильмах и телевизионных передачах, включая сатирическое шоу «Double the Fist» и австралийскую драму «headLand». Позже она отправилась в США на демонстрацию сериала «Чак», чтобы пройти прослушивание и получить актёрскую роль в проекте. В то же время проводился отбор актёров и на другой сериал — «Bionic Woman» — для телеканала NBC. Ивонн отправила свои резюме в оба проекта и стала ждать результатов. Вскоре с ней связался продюсер сериала «Чак», сообщив, что она прошла на роль Сары Уолкер. В тот же день он подписал контракт не только с Ивонн, но и с американским актёром Закари Ливай. Спустя шесть месяцев она переехала в Соединённые Штаты.

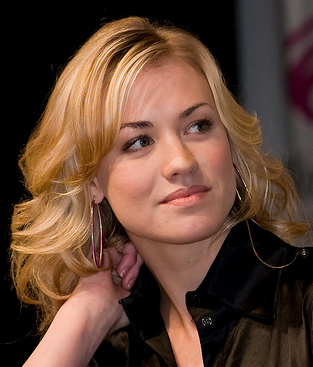
Страховски в 2009 году.

В 2009 году Страховски заняла 94 место в списке «Горячих женщин мира» по версии журнала Maxim (Maxim’s 2009 Hot Women of the World), а в 2012 году — 35 место. В 2010 году Ивонн согласилась работать над игрой Mass Effect 2. В ней она не только озвучила Миранду, но и анимировала героиню. Внешность Миранды Лоусон также была взята с Ивонн. Ранее в игре Mass Effect Galaxy также можно было увидеть Миранду, где она принимала большое участие в сюжете игры. В том же году Страховски получила премию Teen Choice Awards за роль в сериале «Чак», а также номинацию на Spike Video Game Awards за работу в игре Mass Effect 2. В 2011 году Страховски была снова номинирована на Teen Choice Awards. В 2011 году журнал Cosmopolitan назвал Страховски «Женщиной года» и «Любимой телевизионной актрисой».
В ноябре 2011 года Страховски была отобрана на главную роль в фильме «Я, Франкенштейн». В том же году выходит картина «Профессионал» с ее участием. В 2012 году ей досталась роль Джессики в комедии «Проклятие моей матери» с Барбарой Стрейзанд и Сетом Рогеном.
В декабре 2012 года Страховски дебютировала на Бродвее в пьесе «Golden Boy» и получила премию Театральный мир за это выступление. Кроме того, она была удостоена премии Film Breakthrough Award.
В 2012—2013 годах снималась в телесериале «Декстер» в роли Ханны Маккей.
В 2014 году Страховски присоединилась к актерскому составу телесериала «24 часа: Проживи ещё один день» в роли Кейт Морган, агента ЦРУ. Позже, в том же году она исполнила роль Рене Карпентер в сериале «Клуб жён астронавтов». 
В 2016 году она сыграла роль Кэролайн Кроули в фильме «Манхэттенская ночь».
В 2018 и 2021 годах за роль Серены Уотерфорд в сериале «Рассказ служанки» актриса была номинирована на премию «Эмми» за лучшую женскую роль второго плана в драматическом телесериале.

## Личная жизнь
Страховски свободно разговаривает на польском и английском языках.
Она поддерживает PETA и участвовала в кампании «Возьми, не покупай».
17 сентября 2017 года, во время посещения премии «Эмми», Страховски сообщила, что вышла замуж за актёра Тима Лодена, с которым встречалась шесть лет. В октябре 2018 года у супругов родился сын Уильям, в декабре 2021 года — второй сын, а в декабре 2023 года — третий сын.

## Фильмография
| Год       |     | Русское название                 | Оригинальное название                              | Роль                                       |
| --------- | --- | -------------------------------- | -------------------------------------------------- | ------------------------------------------ |
| 2004      | с   |                                  | Double the Fist                                    | Сьюзи                                      |
| 2005—2006 | с   |                                  | Headland                                           | Фрейя Льюис                                |
| 2006      | тф  |                                  | BlackJack: Dead Memory                             | Белинда                                    |
| 2007      | ф   | Пропавшие                        | Gone                                               | Сондра                                     |
| 2007      | с   | Морской патруль                  | Sea Patrol                                         | федеральный агент Мартина Ройс             |
| 2008      | ф   | Сеть                             | The Plex                                           | Сара                                       |
| 2009      | кор | Подозреваемые                    | Persons of Interest                                | Лара                                       |
| 2009      | ф   | Каньон                           | The Canyon                                         | Лори Конвей                                |
| 2010      | ки  | Mass Effect 2                    | Mass Effect 2                                      | Миранда Лоусон                             |
| 2010      | мф  | Lego: Приключения Клатча Пауэрса | Lego: The Adventures of Clutch Powers              | Пег Муринг                                 |
| 2010      | ф   | Я тоже тебя люблю                | I Love You Too                                     | Элис                                       |
| 2010      | ф   | Соответствие Джека               | Matching Jack                                      | Вероника                                   |
| 2010      | ки  | The 3rd Birthday                 | The 3rd Birthday                                   | Айя Бреа                                   |
| 2011      | кор | Три звезды, одна песня           | Three Pop Stars, One Song (with Yvonne Strahovski) | Кэти Перри, Кеша, Леди Гага, Джастин Бибер |
| 2011      | ф   | Профессионал                     | Killer Elite                                       | Энн                                        |
| 2012      | мф  | Необжитая местность              | The Outback                                        | Миранда                                    |
| 2007—2012 | с   | Чак                              | Chuck                                              | Сара Уокер                                 |
| 2012      | ки  | Mass Effect 3                    | Mass Effect 3                                      | Миранда Лоусон                             |
| 2012      | ф   | Проклятие моей матери            | The Guilt Trip                                     | Джессика                                   |
| 2012—2013 | с   | Декстер                          | Dexter                                             | Ханна МакКей                               |
| 2014      | ф   | Я, Франкенштейн                  | I, Frankenstein                                    | Терра                                      |
| 2014      | с   | Луи                              | Louie                                              | Блейк                                      |
| 2014      | с   | 24 часа: Проживи ещё один день   | 24: Live Another Day                               | Кейт Морган                                |
| 2014      | ф   |                                  | The Guilt Trip                                     |                                            |
| 2015      | с   | Клуб жён астронавтов             | Astronaut Wives Club                               | Рене Карпентер                             |
| 2016      | ф   | Манхэттенская ночь               | Manhattan Night                                    | Кэролайн Кроули                            |
| 2017—2025 | с   | Рассказ служанки                 | The Handmaid’s Tale                                | Серена Джой Уотерфорд                      |
| 2018      | ф   | Кукловод                         | He's Out There                                     | Лаура                                      |
| 2018      | ф   | Хищник                           | The Predator                                       | Эмили Маккенна                             |
| 2019      | ф   | Ангел мой                        | Angel of Mine                                      | Клэр                                       |
| 2020      | с   | Без гражданства                  | Stateless                                          | Софи Вернер стюардесса                     |
| 2021      | ф   | Война будущего                   | The Tomorrow War                                   | полковник / Мюри Форестер                  |
| 2023      | ф   |                                  | Scrambled                                          | Сара                                       |
| 2024      | с   | Чайная чашка                     | Teacup                                             | Мэгги Ченовет                              |